# Кеммерих, Томас
Томас Карл Леонард Кеммерих (нем. Thomas Karl Leonard Kemmerich, род. 20 февраля 1965, Ахен) — германский политик, член Свободной демократической партии (СвДП), премьер-министр Тюрингии (2020 год).

## Биография
Окончил Боннский университет, сдав первый государственный экзамен по юриспруденции, одновременно также учился в коммерческом училище по специальности оптовой и розничной торговли. Начинал карьеру в качестве бизнес-консультанта, в начале 1990-х годов основал в Эрфурте сеть магазинов и приобрёл несколько парикмахерских. В 2009 году способствовал возвращению депутатов от СвДП в городской совет Эрфурта, в 2011 году предпринял неудачную попытку избрания на должность бургомистра, в 2015 году возглавил отделение партии в Тюрингии.
С 2009 года по 2014 год состоял в ландтаге Тюрингии, с 2017 года по 2019 год являлся депутатом бундестага. В 2019 году был переизбран в ландтаг, после чего возглавил фракцию СвДП.
27 октября 2019 года по итогам региональных выборов в Тюрингии победителем с результатом 31 % стала партия «Левые», а СвДП с 5 % процентами поддержки (вдвое больше, чем на предыдущих выборах) получила 5 депутатских мест из 90. Тем не менее, 5 февраля 2020 года после длительных политических консультаций депутаты ландтага при поддержке фракций Альтернативы для Германии и ХДС проголосовали за утверждение в должности министра-председателя правительства Томаса Кеммериха. АдГ проголосовало за Кеммериха по инициативе их лидера в Тюрингии Бьорна Хёкке. Это избрание привело к общегерманскому политическому кризису.
6 февраля 2020 года под давлением общественности, возмущённой фактом политического сотрудничества СвДП и ХДС с крайне правыми политическими силами, Кеммерих объявил об отставке (7 февраля он уточнил, что намерен исполнять обязанности премьер-министра до утверждения в должности его преемника).
4 марта Бодо Рамелов вновь был утверждён депутатами ландтага в должности земельного премьер-министра.